# Janet C. Wolfenbarger

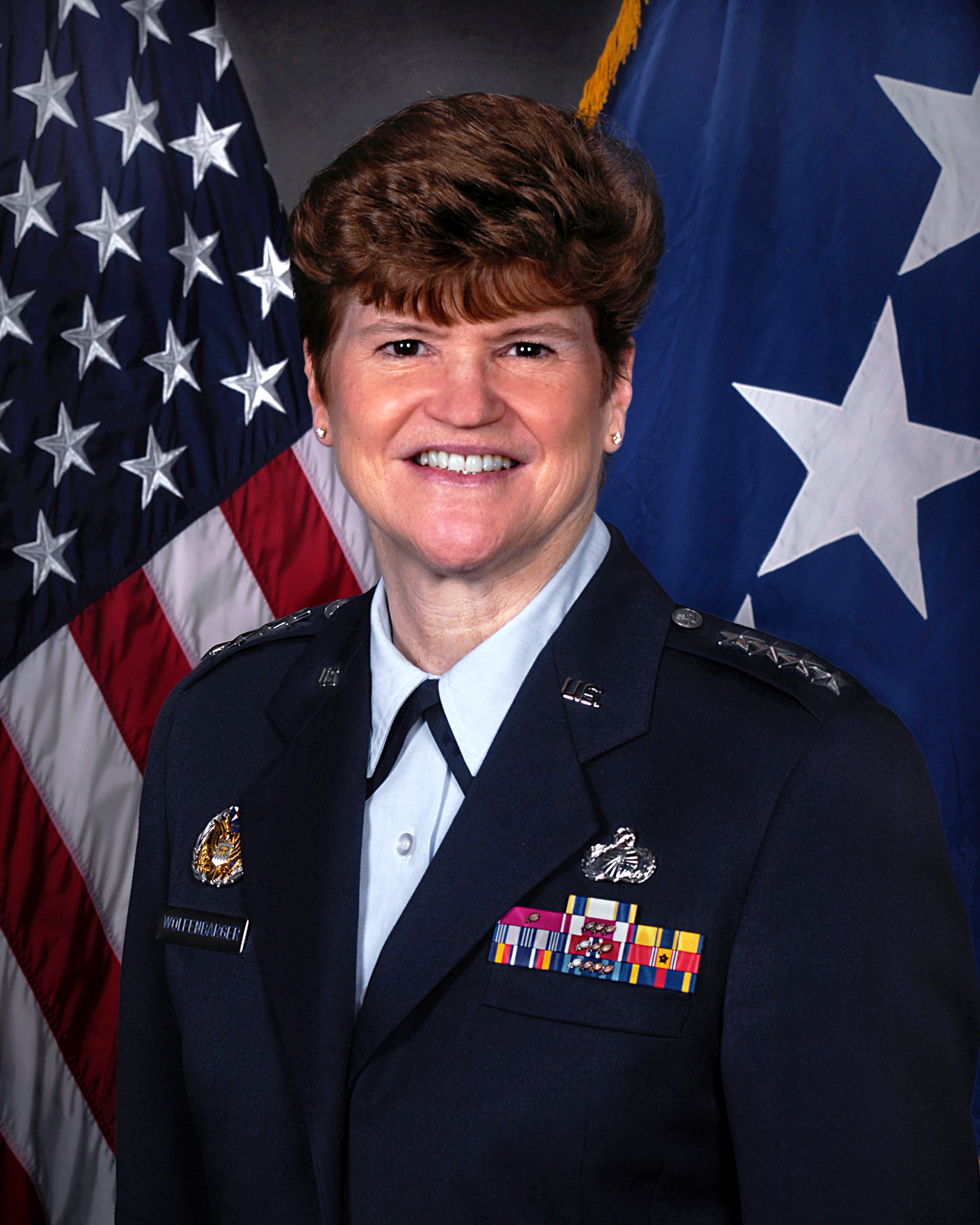
Janet Wolfenbarger (2013)

Janet Carol Wolfenbarger (* 1958 in Beavercreek, Ohio) ist ein ehemaliger General der United States Air Force (USAF). Vom 5. Juni 2012 bis zum 8. Juni 2015 war sie Befehlshaberin des Air Force Materiel Command (AFMC), einem Hauptkommando der USAF mit Sitz auf der Wright-Patterson Air Force Base, Ohio.
Wolfenbarger ist die erste Frau, die in der U.S. Air Force den Rang eines Generals innehatte, und nach Ann Dunwoody, die zwischen 2008 und 2012 das U.S. Army Materiel Command leitete, der zweite weibliche General in den Streitkräften der Vereinigten Staaten.

## Ausbildung und Karriere
Wolfenbarger schloss 1980 ein Studium an der United States Air Force Academy, Colorado, mit einem Bachelor of Science in Ingenieurwissenschaften ab und trat im Anschluss als nachrichtendienstliche Analystin auf der Eglin Air Force Base, Florida, in den aktiven Dienst.
Wolfenbargers weitere Ausbildung umfasst unter anderem Masterabschlüsse in Aeronautics and Astronautics vom Massachusetts Institute of Technology (1985) und in National Resource Strategy von der National Defense University (1994). Janet Wolfenbarger ist verheiratet mit Craig Wolfenbarger.

## Dienst im Generalsrang

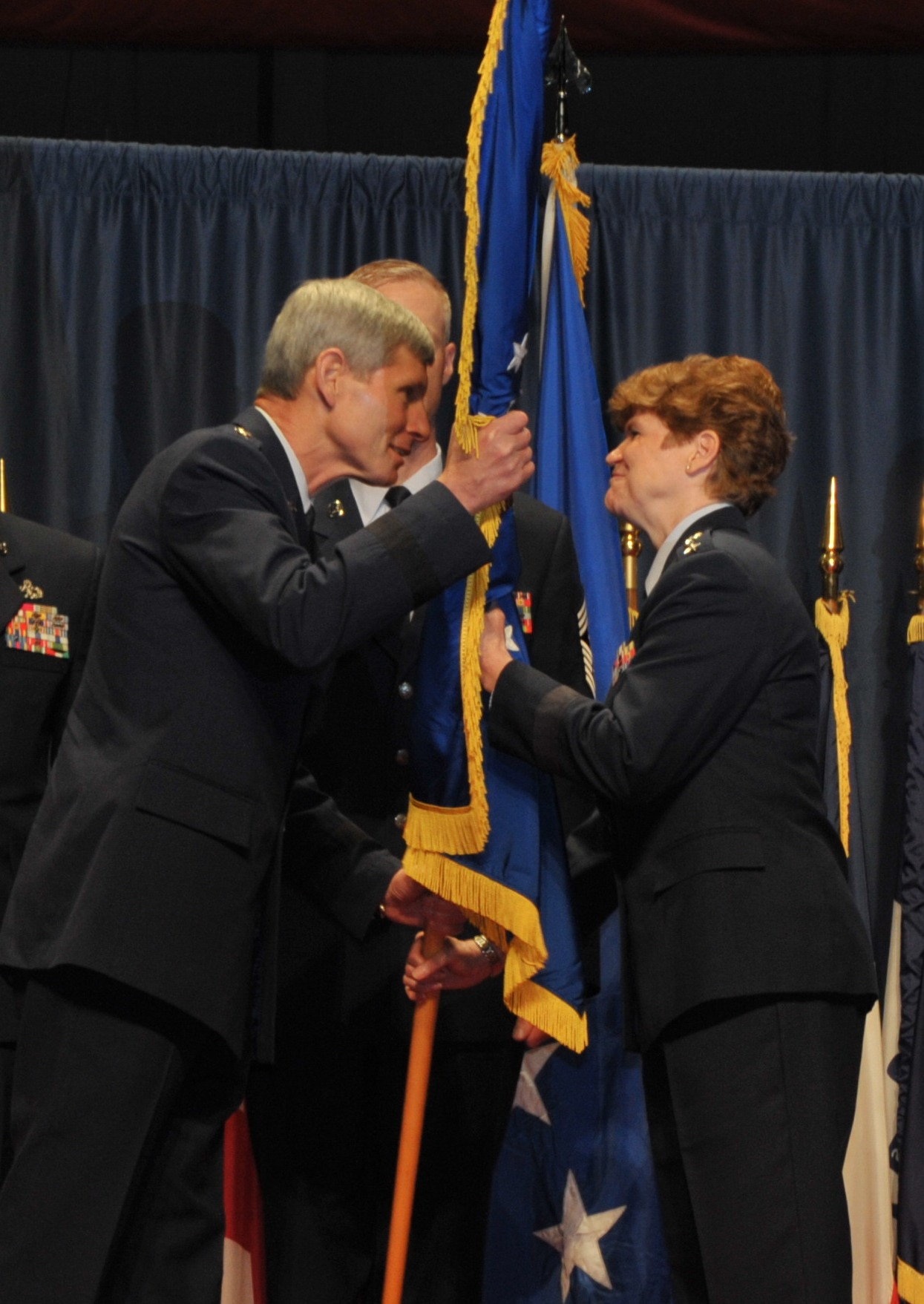
Wolfenbarger mit Chief of Staff of the Air Force Norton A. Schwartz bei Übergabe der Kommandoflagge des AFMC am 5. Juni 2012

Zwischen August 2005 und Juli 2006 diente Wolfenbarger als Director Air Force Acquisition Center of Excellence im Büro des Assistant Secretary of the Air Force for Acquisition im Pentagon und wurde in dieser Funktion am 1. Februar 2006 zum Brigadegeneral befördert. Im Anschluss folgte eine Verwendung als Special Assistant for Command Transformation to the Commander im Hauptquartier des AFMC auf der Wright-Patterson Air Force Base, von Januar 2007 an zusätzlich mit Zuständigkeit für die Abteilung Intelligence and Requirements Directorate. Ebendiese Abteilung leitete sie ab Juli 2008 gut eineinhalb Jahre als Direktorin, von Juni 2009 an im Range eines Generalmajors.
Schon ein halbes Jahr später, im Dezember 2009, wurde sie zum Generalleutnant befördert und zur stellvertretenden Befehlshaberin des AFMC ernannt; diesen Posten bekleidete sie bis September 2011 und wurde daraufhin für neun Monate noch einmal zum Assistant Secretary of the Air Force for Aquisition ins Pentagon versetzt.
Am 6. Februar 2012 nominierte US-Präsident Barack Obama Wolfenbarger für die Nachfolge von Donald J. Hoffman als Befehlshaberin des AFMC. Der Senat bestätigte die Nominierung am 26. März, Wolfenbarger übernahm das Kommando schließlich am 5. Juni desselben Jahres; ihre Beförderung zum General erfolgte im Rahmen der Kommandoübergabe.
Am 8. Juni 2015 übergab Wolfenbarger das Kommando über das AFMC an General Ellen M. Pawlikowski und trat zum 1. Juli desselben Jahres in den Ruhestand.

## Beförderungen
| Rang               | Datum             |
| ------------------ | ----------------- |
| Second Lieutenant  | 28. Mai 1980      |
| First Lieutenant   | 28. Mai 1982      |
| Captain            | 28. Mai 1984      |
| Major              | 1. Januar 1990    |
| Lieutenant Colonel | 1. Juni 1993      |
| Colonel            | 1. September 1998 |
| Brigadier General  | 1. Februar 2006   |
| Major General      | 26. Juni 2009     |
| Lieutenant General | 3. Dezember 2009  |
| General            | 5. Juni 2012      |

## Auszeichnungen
Auswahl der Dekorationen, sortiert in Anlehnung an die Order of Precedence of Military Awards:
- Air Force Distinguished Service Medal
- Legion of Merit mit Eichenlaub
- Meritorious Service Medal mit dreifachen Eichenlaub
- Air Force Commendation Medal
- Air Force Achievement Medal